# Uruguay en el Campeonato Sudamericano de Fútbol Sub-20 de 2017
La selección de Uruguay fue uno de los 10 equipos participantes en el Campeonato Sudamericano Sub-20 de 2017, torneo que se llevó a cabo entre el 18 de enero y el 12 de febrero de 2017 en Ecuador.

## Preparación
Debido a que la selección de Uruguay no pudo clasificar a la Copa Mundial Sub-17 de 2015, se decidió armar una selección con jugadores Sub-18 en el año 2015, para que no se pierda el ritmo de los entrenamientos de los Sub-17, y pensar en el próximo Sudamericano Sub-20.
A finales del mes de abril, viajaron a Corea del Sur para disputar un cuadrangular internacional amistoso, entre las selecciones sub-18 de Bélgica, Corea del Sur y Francia, bajo las órdenes del entrenador Alejandro Garay. El primer partido del proceso, se jugó el 29 de abril de 2015, en Suwon, contra el local, pero perdieron 1 a 0. El segundo encuentro fue contra Francia, seleccionado europeo al que derrotaron con un doblete de Federico Valverde. En el partido final, la Celeste podía lograr el título si ganaba, pero fueron vencidos por Bélgica 2 a 0, los belgas lograron el primer lugar del torneo, Uruguay quedó en último lugar.
En el mes de julio, la sub-18 fue convocada nuevamente, esta vez para jugar un torneo internacional en Los Ángeles. Nuevamente Garay fue el entrenador de Uruguay, y esta vez con 2 triunfos, ganaron el torneo amistoso. Se enfrentaron a Estados Unidos y República Checa, además jugaron contra la sub-20 de Tijuana para tener rodaje.
El último partido internacional del año, lo jugaron en Montevideo, el 12 de octubre en el Estadio Luis Franzini contra la selección de Rusia Sub-17, como preparación para el Mundial Sub-17 para los europeos. Los rusos se pusieron en ventaja al minuto 63, pero la Celeste lo dio vuelta en 5 minutos y ganaron 2 a 1, con goles de Gonzalo Pereira y Diego Rossi. Fue el primer partido del nuevo proceso de la Sub-20 en el país, con Fabián Coito como técnico en esta oportunidad.
Hasta fin de año, se disputaron varios partidos contra clubes locales o selecciones departamentales.

### Detalles de partidos
| Amistoso Suwon JS Cup; 29 de abril de 2015 | Corea del Sur   | 1:0 (0:0) | Uruguay | Estadio Mundialista de Suwon, Suwon |                     |
|                                            | Lee Dongjun 51' | Reporte   |         | Árbitro(s): Wang Di                 | Árbitro(s): Wang Di |

| Amistoso Suwon JS Cup; 1 de mayo de 2015 | Francia     | 1:2 (0:1) | Uruguay                         | Estadio Mundialista de Suwon, Suwon |                          |
|                                          | Cardona 64' | Reporte   | 15' (pen.), 74' (pen.) Valverde | Árbitro(s): Kim Woo Sung            | Árbitro(s): Kim Woo Sung |

| Amistoso Suwon JS Cup; 3 de mayo de 2015 | Bélgica                   | 2:0 (1:0) | Uruguay | Estadio Mundialista de Suwon, Suwon |                         |
|                                          | Weymans 43' · Remacle 77' | Reporte   |         | Árbitro(s): Kim Daeyong             | Árbitro(s): Kim Daeyong |

| Amistoso NTC Invitational Tournament; 11 de julio de 2015 | Estados Unidos    | 1:2 (0:1) | Uruguay                | StubHub Center, Carson |                       |
|                                                           | Yueill 83' (pen.) | Reporte   | 36' Amuz · 60' Pereira | Árbitro(s): Karen Abt  | Árbitro(s): Karen Abt |

| Amistoso; 13 de julio de 2015 | Uruguay    | 1:1 (0:1) | Xolos      | StubHub Center, Carson |                       |
|                               | Waller 69' | Reporte   | 25' Chávez | Árbitro(s): Sin datos  | Árbitro(s): Sin datos |

| Amistoso NTC Invitational Tournament; 15 de julio de 2015 | República Checa | 0:1 (0:1) | Uruguay             | StubHub Center, Carson |                       |
|                                                           |                 | Reporte   | 38' (pen.) Valverde | Árbitro(s): Sin datos  | Árbitro(s): Sin datos |

| Amistoso; 12 de octubre de 2015 | Uruguay                 | 2:1 (0:0) | Rusia       | Estadio Luis Franzini, Montevideo |                         |
|                                 | Pereira 66' · Rossi 68' | Reporte   | 63' Denisov | Árbitro(s): Óscar Rojas           | Árbitro(s): Óscar Rojas |

| Amistoso; 22 de marzo de 2016 | Paraguay                                     | 4:3 (2:2) | Uruguay                                     | Estadio General Adrián Jara, Luque |                             |
|                               | Díaz 18' (pen.), 63' · Báez 35' · Medina 62' | Reporte   | 14' Rossi · 19' Bueno · 74' (pen.) Valverde | Árbitro(s): Cristian Aquino        | Árbitro(s): Cristian Aquino |
| Incidencias del encuentro     |                                              |           |                                             |                                    |                             |

| Amistoso; 24 de marzo de 2016 | Paraguay                  | 2:2 (0:1) | Uruguay                         | Estadio Feliciano Cáceres, Luque |                           |
|                               | Bernal 58' · Villalba 60' | Reporte   | 16' Schiappacasse · 55' Caetano | Árbitro(s): César Herebia        | Árbitro(s): César Herebia |
| Incidencias del encuentro     |                           |           |                                 |                                  |                           |

| Amistoso; 26 de abril de 2016 | Uruguay     | 1:1 (0:1) | Paraguay      | Complejo Uruguay Celeste, Canelones |                             |
|                               | Pereira 69' | Reporte   | 11' Rodríguez | Árbitro(s): Leodan González         | Árbitro(s): Leodan González |
| Incidencias del encuentro     |             |           |               |                                     |                             |

| Amistoso; 28 de abril de 2016 | Uruguay           | 1:1 (1:0) | Paraguay   | Parque Saroldi, Montevideo |                         |
|                               | Schiappacasse 35' | Reporte   | 79' Bogado | Árbitro(s): Óscar Rojas    | Árbitro(s): Óscar Rojas |

| Amistoso; 31 de mayo de 2016 | Uruguay                     | 3:0 (1:0) | Chile | Parque Capurro, Montevideo |                         |
|                              | Schiappacasse 42', 49', 68' | Reporte   |       | Árbitro(s): Óscar Rojas    | Árbitro(s): Óscar Rojas |
| Incidencias del encuentro    |                             |           |       |                            |                         |

| Amistoso; 2 de junio de 2016 | Uruguay              | 2:2 (1:1) | Chile                     | Jardines del Hipódromo, Montevideo |                              |
|                              | Viña 9' · Ardaiz 80' | Reporte   | 38' Martínez · 75' Sierra | Árbitro(s): Jonathan Fuentes       | Árbitro(s): Jonathan Fuentes |

| Amistoso; 14 de junio de 2016 | Uruguay                | 2:1 (2:1) | Perú     | Casto Martínez Laguarda, San José |                              |
|                               | Schiappacasse 27', 38' | Reporte   | 8' Reyna | Árbitro(s): Esteban Ostojich      | Árbitro(s): Esteban Ostojich |
| Incidencias del encuentro     |                        |           |          |                                   |                              |

| Amistoso; 16 de junio de 2016 | Uruguay                                            | 4:0 (0:0) | Perú | Domingo Burgueño Miguel, Maldonado |                             |
|                               | Amaral 46' · Benavidez 58' · Viña 72' · Falcón 90' | Reporte   |      | Árbitro(s): Leodan González        | Árbitro(s): Leodan González |

| Amistoso; 22 de junio de 2016 | Uruguay    | 1:0 (1:0) | Guatemala | Complejo Uruguay Celeste, Canelones |                                |
|                               | Vicente 4' | Reporte   |           | Árbitro(s): Christian Ferreyra      | Árbitro(s): Christian Ferreyra |
| Incidencias del encuentro     |            |           |           |                                     |                                |

| Amistoso; 16 de agosto de 2016 | Uruguay                                         | 5:2 (3:2) | Selección Gaúcha              | Jardines del Hipódromo, Montevideo |                           |
|                                | Amaral 17', 21', 43' · García 86' · Ramírez 88' | Reporte   | 32' Luis Felipe · 37' Vitinho | Árbitro(s): Pablo Giménez          | Árbitro(s): Pablo Giménez |
| Incidencias del encuentro      |                                                 |           |                               |                                    |                           |

| Amistoso; 18 de agosto de 2016 | Uruguay                            | 3:3 (2:0) | Selección Gaúcha                          | Complejo Uruguay Celeste, Canelones |                       |
|                                | Viña 4' · Vicente 12' · Ardaiz 74' | Reporte   | 67' Luis Felipe · 86' Ramón · 88' Gustavo | Árbitro(s): Sin datos               | Árbitro(s): Sin datos |
| Incidencias del encuentro      |                                    |           |                                           |                                     |                       |

| Amistoso; 30 de agosto de 2016 | Chile      | 1:0 (1:0) | Uruguay | Municipal, San Vicente de Tagua Tagua |                             |
|                                | Dávila 23' | Reporte   |         | Árbitro(s): Felipe González           | Árbitro(s): Felipe González |

| Amistoso; 1 de septiembre de 2016 | Chile      | 1:0 (1:0) | Uruguay | Monumental, Santiago       |                            |
|                                   | Dávila 12' | Reporte   |         | Árbitro(s): Patricio Polic | Árbitro(s): Patricio Polic |

| Amistoso Torneo Cuatro Naciones; 18 de septiembre de 2016 | Catar         | 1:2 (1:2) | Uruguay                           | Aspire Academy, Doha  |                       |
|                                                           | Sin datos 19' | Reporte   | 38' Benavidez · 43' Schiappacasse | Árbitro(s): Sin datos | Árbitro(s): Sin datos |

| Amistoso Torneo Cuatro Naciones; 21 de septiembre de 2016 | Corea del Sur | 0:1 (0:0) | Uruguay                  | Aspire Academy, Doha  |                       |
|                                                           |               | Reporte   | 50' (pen.) Schiappacasse | Árbitro(s): Sin datos | Árbitro(s): Sin datos |

| Amistoso Torneo Cuatro Naciones; 24 de septiembre de 2016 | Senegal                       | 2:1 (0:0) | Uruguay   | Aspire Academy, Doha  |                       |
|                                                           | Sin datos 55' · Sin datos 75' | Reporte   | 80' Rossi | Árbitro(s): Sin datos | Árbitro(s): Sin datos |

| Amistoso Torneo Cuatro Naciones; 28 de septiembre de 2016 | Uruguay             | 1:4 (0:2) | Senegal                                                       | Aspire Academy, Doha  |                       |
|                                                           | J. L. Rodríguez 63' | Reporte   | 10' Sin datos · 40' Sin datos · 50' Sin datos · 60' Sin datos | Árbitro(s): Sin datos | Árbitro(s): Sin datos |

| Amistoso; 5 de octubre de 2016 | Uruguay                                       | 3:1 (2:1) | Venezuela   | Franzini, Montevideo         |                              |
|                                | Velásquez 4' (a.g.) · Waller 40' · Amaral 48' | Reporte   | 14' Herrera | Árbitro(s): Federico Lovesio | Árbitro(s): Federico Lovesio |
| Incidencias del encuentro      |                                               |           |             |                              |                              |

| Amistoso Copa Ciudad de la Independencia; 12 de octubre de 2016 | Chile                      | 2:2 (1:1) | Uruguay                  | El Comercio, Talca        |                           |
|                                                                 | Paredes 12' · Martínez 90' | Reporte   | 40' Amaral · 75' Olivera | Árbitro(s): Roberto Tobar | Árbitro(s): Roberto Tobar |

| Amistoso Copa Ciudad de la Independencia; 14 de octubre de 2016 | Brasil                  | 2:1 (1:0) | Uruguay       | Fiscal, Talca         |                       |
|                                                                 | Felipe Vizeu · Giovanny | Reporte   | 88' Benavidez | Árbitro(s): Sin datos | Árbitro(s): Sin datos |
| Incidencias del encuentro                                       |                         |           |               |                       |                       |

| Amistoso Copa Ciudad de la Independencia; 16 de octubre de 2016 | Uruguay                    | 2:0 (0:0) | Ecuador | Fiscal, Talca         |                       |
|                                                                 | Benavidez 49' · García 79' | Reporte   |         | Árbitro(s): Sin datos | Árbitro(s): Sin datos |

## Jugadores
El 12 de diciembre de 2016, Fabián Coito convocó a 28 futbolistas para entrenar en el complejo de AUF. La mayoría de jugadores se presentaron en el transcurso de los días, menos Ramiro Guerra, ya que Villarreal no lo autorizó a pesar de que en un principio existió acuerdo. Además, Real Madrid no permitió que Federico Valverde sea considerado.
Finalmente, el 29 de diciembre, fue confirmado el plantel definitivo de 23 futbolistas para jugar el Sudamericano.
Datos correspondientes a la situación previa al torneo.

## Participación

### Fase de grupos
El 7 de diciembre de 2016 se realizó el sorteo de los grupos del Sudamericano, la Celeste quedó emparejada con Argentina, Perú, Venezuela y Bolivia.
| Equipo    | Pts | PJ | PG | PE | PP | GF | GC | Dif |
| --------- | --- | -- | -- | -- | -- | -- | -- | --- |
| Uruguay   | 8   | 4  | 2  | 2  | 0  | 8  | 3  | 5   |
| Argentina | 6   | 4  | 1  | 3  | 0  | 9  | 5  | 4   |
| Venezuela | 4   | 4  | 0  | 4  | 0  | 1  | 1  | 0   |
| Bolivia   | 4   | 4  | 1  | 1  | 2  | 3  | 8  | -5  |
| Perú      | 2   | 4  | 0  | 2  | 2  | 2  | 6  | -4  |

|  | Clasificados para el Hexagonal Final. |

| Fecha 1; 19 de enero de 2017 | Uruguay | 0:0     | Venezuela | Estadio Olímpico, Ibarra                                |                                                         |
|                              |         | Reporte |           | Asistencia: 1000 espectadores Árbitro(s): Roberto Tobar | Asistencia: 1000 espectadores Árbitro(s): Roberto Tobar |
| Incidencias del encuentro    |         |         |           |                                                         |                                                         |

| Fecha 2; 21 de enero de 2017 | Argentina                          | 3:3 (1:2) | Uruguay                                               | Estadio Olímpico, Ibarra                                   |                                                            |
|                              | Torres 23', 73' · Rogel 88' (a.g.) | Reporte   | Amaral 3' · De La Cruz 47' (pen.) · Schiappacasse 81' | Asistencia: 1244 espectadores Árbitro(s): Anderson Daronco | Asistencia: 1244 espectadores Árbitro(s): Anderson Daronco |
| Incidencias del encuentro    |                                    |           |                                                       |                                                            |                                                            |

| Fecha 4; 25 de enero de 2017 | Uruguay                              | 2:0 (1:0) | Perú | Estadio Olímpico, Ibarra                                |                                                         |
|                              | Amaral 8' (pen.) · Schiappacasse 63' | Reporte   |      | Asistencia: 3990 espectadores Árbitro(s): Roberto Tobar | Asistencia: 3990 espectadores Árbitro(s): Roberto Tobar |
| Incidencias del encuentro    |                                      |           |      |                                                         |                                                         |

| Fecha 5; 27 de enero de 2017 | Uruguay                                | 3:0 (2:0) | Bolivia | Estadio Olímpico, Ibarra                                  |                                                           |
|                              | Rogel 18' · Bentancur 43' · Amaral 83' | Reporte   |         | Asistencia: 2111 espectadores Árbitro(s): Gustavo Murillo | Asistencia: 2111 espectadores Árbitro(s): Gustavo Murillo |

### Fase final
| Equipo    | Pts | PJ | PG | PE | PP | GF | GC | Dif |
| --------- | --- | -- | -- | -- | -- | -- | -- | --- |
| Uruguay   | 12  | 5  | 4  | 0  | 1  | 10 | 5  | 5   |
| Ecuador   | 7   | 5  | 2  | 1  | 2  | 11 | 8  | 3   |
| Venezuela | 7   | 5  | 2  | 1  | 2  | 8  | 6  | 2   |
| Argentina | 7   | 5  | 2  | 1  | 2  | 6  | 9  | -3  |
| Brasil    | 6   | 5  | 1  | 3  | 1  | 6  | 6  | 0   |
| Colombia  | 2   | 5  | 0  | 2  | 3  | 2  | 9  | -7  |

|  | Clasificados para la Copa Mundial de Fútbol Sub-20 de 2017 |

| Fecha 1; 30 de enero de 2017 | Uruguay                                   | 3:0 (2:0) | Argentina | Estadio Olímpico Atahualpa, Quito                    |                                                      |
|                              | De La Cruz 37' · Olivera 40' · Amaral 61' | Reporte   |           | Asistencia: 1000 espectadores Árbitro(s): Diego Haro | Asistencia: 1000 espectadores Árbitro(s): Diego Haro |
| Incidencias del encuentro    |                                           |           |           |                                                      |                                                      |

| Fecha 2; 2 de febrero de 2017 | Uruguay                 | 2:1 (0:1) | Brasil        | Estadio Olímpico Atahualpa, Quito                      |                                                        |
|                               | Amaral 60' · Viña 90+1' | Reporte   | 23' Guilherme | Asistencia: 900 espectadores Árbitro(s): Darío Herrera | Asistencia: 900 espectadores Árbitro(s): Darío Herrera |
| Incidencias del encuentro     |                         |           |               |                                                        |                                                        |

| Fecha 3; 5 de febrero de 2017 | Uruguay                                                | 3:0 (1:0) | Colombia | Estadio Olímpico Atahualpa, Quito                             |                                                               |
|                               | Waller 40' · Schiappacasse 64' · De La Cruz 82' (pen.) | Reporte   |          | Asistencia: 1556 espectadores Árbitro(s): Mario Díaz de Vivar | Asistencia: 1556 espectadores Árbitro(s): Mario Díaz de Vivar |
| Incidencias del encuentro     |                                                        |           |          |                                                               |                                                               |

| Fecha 4; 8 de febrero de 2017 | Uruguay | 0:3 (0:0) | Venezuela                                           | Estadio Olímpico Atahualpa, Quito                     |                                                       |
|                               |         | Reporte   | 68' Mejías · 71' (pen.) Soteldo · 76' (pen.) Chacón | Asistencia: 3000 espectadores Árbitro(s): Gery Vargas | Asistencia: 3000 espectadores Árbitro(s): Gery Vargas |
| Incidencias del encuentro     |         |           |                                                     |                                                       |                                                       |

| Fecha 5; 11 de febrero de 2017 | Ecuador  | 1:2 (0:2) | Uruguay        | Estadio Olímpico Atahualpa, Quito |                           |
|                                | Lino 66' | Reporte   | 4', 25' Ardaiz | Árbitro(s): Roberto Tobar         | Árbitro(s): Roberto Tobar |

## Estadísticas

### Participación de jugadores
| #  | Pos        | Jugador             | PJ | Minutos Jugados | Goles recibidos | Arco en cero | Tarjetas Amarillas | Doble Tarjeta Amarilla y Roja | Tarjetas Rojas |
| -- | ---------- | ------------------- | -- | --------------- | --------------- | ------------ | ------------------ | ----------------------------- | -------------- |
| 1  | Guardameta | Santiago Mele       | 9  | 810             | 8               | 5            | 1                  | 0                             | 0              |
| 12 | Guardameta | Francisco Tinaglini | 0  | 0               | 0               | 0            | 0                  | 0                             | 0              |
| 23 | Guardameta | Adriano Freitas     | 0  | 0               | 0               | 0            | 0                  | 0                             | 0              |

| #  | Pos            | Jugador               | PJ | Minutos Jugados | Goles | Asistencias | Tarjetas Amarillas | Doble Tarjeta Amarilla y Roja | Tarjetas Rojas |
| -- | -------------- | --------------------- | -- | --------------- | ----- | ----------- | ------------------ | ----------------------------- | -------------- |
| 2  | Defensa        | Santiago Bueno        | 4  | 360             | 0     | 1           | 2                  | 0                             | 0              |
| 3  | Defensa        | Nicolás Rodríguez     | 1  | 9               | 0     | 0           | 0                  | 0                             | 0              |
| 4  | Defensa        | José Luis Rodríguez   | 7  | 560             | 0     | 0           | 1                  | 0                             | 0              |
| 5  | Defensa        | Mathías Olivera       | 8  | 711             | 1     | 0           | 1                  | 0                             | 0              |
| 6  | Centrocampista | Marcelo Saracchi      | 6  | 286             | 0     | 0           | 1                  | 0                             | 0              |
| 7  | Delantero      | Joaquín Ardaiz        | 6  | 208             | 2     | 0           | 2                  | 0                             | 0              |
| 8  | Centrocampista | Carlos Benavidez      | 7  | 538             | 0     | 0           | 2                  | 0                             | 0              |
| 9  | Delantero      | Nicolás Schiappacasse | 7  | 584             | 3     | 1           | 2                  | 0                             | 0              |
| 10 | Delantero      | Rodrigo Amaral        | 8  | 497             | 5     | 0           | 2                  | 0                             | 0              |
| 11 | Centrocampista | Nicolás De La Cruz    | 9  | 709             | 3     | 2           | 1                  | 0                             | 0              |
| 13 | Defensa        | Emanuel Gularte       | 0  | 0               | 0     | 0           | 0                  | 0                             | 0              |
| 14 | Centrocampista | Roberto Fernández     | 2  | 15              | 0     | 0           | 0                  | 0                             | 0              |
| 15 | Centrocampista | Facundo Waller        | 7  | 630             | 1     | 4           | 3                  | 0                             | 0              |
| 16 | Delantero      | Diego Rossi           | 3  | 153             | 0     | 1           | 0                  | 0                             | 0              |
| 17 | Defensa        | Matías Viña           | 8  | 720             | 1     | 1           | 1                  | 0                             | 0              |
| 18 | Defensa        | Agustín Rogel         | 7  | 630             | 1     | 0           | 5                  | 0                             | 0              |
| 19 | Delantero      | Agustín Canobbio      | 8  | 418             | 0     | 1           | 1                  | 0                             | 0              |
| 20 | Centrocampista | Rodrigo Bentancur     | 8  | 706             | 1     | 1           | 4                  | 1                             | 0              |
| 21 | Centrocampista | Santiago Viera        | 3  | 114             | 0     | 0           | 0                  | 0                             | 1              |
| 22 | Defensa        | Agustín Sant'Anna     | 3  | 250             | 0     | 0           | 1                  | 0                             | 0              |